# Laisvas ir Nepriklausomas Kanalas

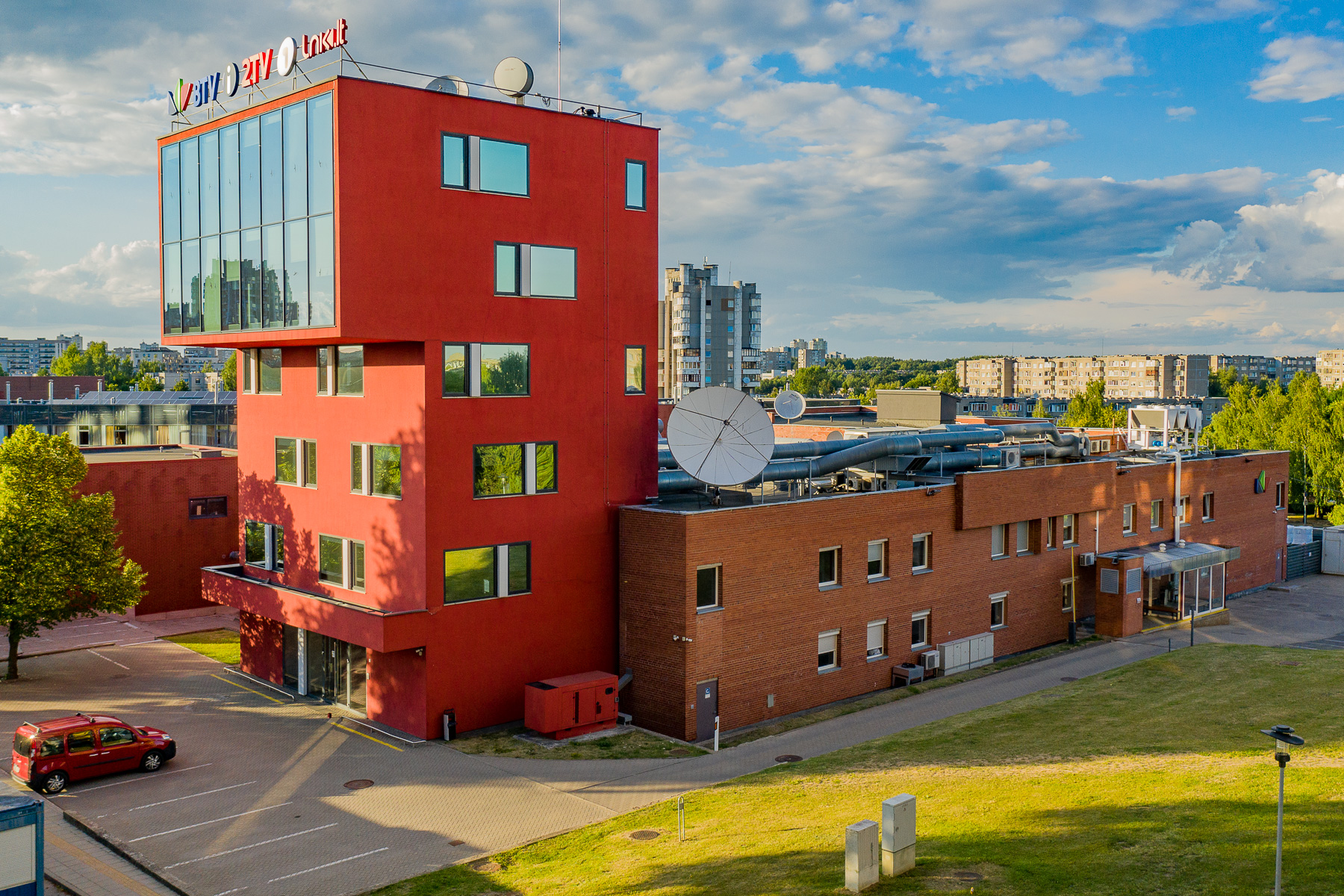

LNK, celým názvem Laisvas ir nepriklausomas kanalas (česky Volný a nezávislý kanál), je litevská komerční televizní stanice se sídlem ve Vilniusu. Kanál začal vysílat 5. května 1995. Většinu vysílacího času vyplňují zábavné seriály, pořady a celovečerní filmy. Kanál také vysílá zpravodajství. Kanál vysílá 19 hodin denně (133 hodin týdně).
Byl založen v roce 1995. Mezi sestreské kanály patří TV1, Info TV, Liuks! a BTV.

## Program
Kanál často vede v žebříčku sledovanosti litevských stanic, možná i díky převládání zábavného programu.

### Zahraniční pořady
- Amžina meilė (Nekonečná láska)
- Kortų namelis (Dům z karet)
- Kultas (Pohřešovaní)
- Strėlė (Arrow)
- Taikinys (Lidský terč)
- Užkampis (Policie Battle Creek)
- Volkeris, Teksaso reindžeris (Walker, Texas Ranger)

### Dětské pořady
- Linksmieji detektivai
- Žuviukai burbuliukai (Podvodníčci)
- Ančiukai Duoniukai
- Džiumandži
- Mažieji Tomas ir Džeris (Tom a Jerry)
- Peliukas Stiuartas Litlis (Myšák Stuart Little)
- Saugokis meškinų
- Stebuklingi vaikai
- Zigis ir Ryklys

### Pořady vlastní tvorby
- 24 valandos: aktuality a zpravodajství, většinou odpoledne před hlavní zpravodajskou relací. Opakuje se druhý den ráno.
- Anapus nežinomybės: televzní show, kde iluzionista Maksimo Gordejevo (původem z Ukrajiny) ukazuje své schopnosti na lidech před kamerou.
- Būk mano meile: ruský formát, v němž dva moderátoři dávají dohromady nezadané muže a ženy.
- Bus visko: dvě moderátorky, cestovatelky divákům přibližují různé země a kultury.
- Kalinių žmonos: cyklus, které ukazuje život z pohledu žen, jejichž manželé si odpykávají trestný čin.
- KK2: publicistika s moderátorem (totožná s českými Střepiny a Víkend na Tv Nova a Očima Josefa Klímy na Tv Prima)
- Labas vakaras, Lietuva: studio (totožné s českými Snídaně s Novou na Tv Nova a Dobré Ráno na ČT 2, na rozdíl od nich však vysílané večer), informace, hosté a ukázky.
- Mes vieno kraujo: v překladu "Jsme jedné krve" je televizní show, ve které se obyčejní lidé nemusí bát napodobit talent některé litevské celebrity.
- Ne vienas kelyje: publicistika na téma litevské dopravy
- Nuo… Iki…: publicstika: odhalení litevských celebrit a rozhovory s nimi (totožné s českým Prásk! na Tv Nova a Top Star Magazín na Tv Prima.)
- Orai: počasí s moderátorkou, vysílané 3X denně
- Pričiupom!: vtípky na nic netušící lidi na ulici
- Sportas: sport s moderátorem a moderátorkou, vysílaný 3X denně
- Sveikatos ABC televitrina: pořad o zdraví
- Teleloto: litevská loterie, má 4 moderátory kteří se střídají
- Tik nesijuok: zábavná show, ve které bojují 2 skupiny litevských celebrit
- Valanda su Rūta: TV show
- Yra, kaip yra: publicstika, se 2 moderátory. Zaměřuje se např. na testy kvality potravin nebo jak si hlídat své zdraví.

### Zpravodajství
- LNK žinios: hlavní relace, vysílaná večer

- LNK vakaro žinios: novinky, vysílané v podvečerních dobách
- LNK žinios kriminalai: krimi relace (totožné s českým Krimi zprávy na Tv Prima a Exploziv Krimi na TV Barrandov)
- LNK žinios verslas: novinky ze světa obchodu

### Filmy
LNK vysílá rodinné filmy nebo filmy pro dospělé. Převládají animované a akční filmy.

## Galerie

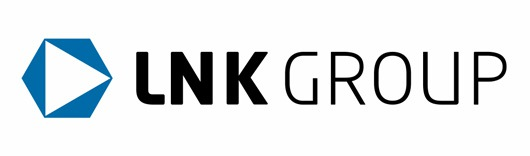
Logo skupiny LNK
Logo stanice LNK